# سلطان أنور
سلطان أنور (بالإندونيسية: Sutan Anwar) هو لاعب وسط كرة قدم إندونيسي سابق، شارك مع منتخب الهند الشرقية الهولندية في كأس العالم 1938.

## وصلات خارجية
سلطان أنور على موقع الاتحاد الدولي (مؤرشف)  (الإنجليزية)
- سلطان أنور على موقع قاعدة بيانات كرة القدم.إي يو (الإنجليزية)
- سلطان أنور على موقع بيانات كرة القدم. دي إي (الألمانية)
- سلطان أنور على موقع ناشيونال فوتبول تيمز (الإنجليزية)
- سلطان أنور على موقع عالم كرة القدم.نت (الإنجليزية)